# 科爾多瓦省 (哥倫比亞)
科尔多瓦省（Departamento de Córdoba）是哥倫比亞西北部的一個省，北臨加勒比海。面積为23,980平方公里，2018年人口为1,788,648人，首府蒙特里亞。
1952年6月18日設省。下分30自治市。